# Epigrafia latina
Epigrafia Latina é um ramo da Epigrafia que estuda as inscrições em latim dos romanos. É um ramo independente da numismática e paleografia latina. Esta ciência mantém relação com outros ramos da epigrafia como a epigrafia grega e nomenclatura romana, entre outras.